# Milton: un poema en dos libros

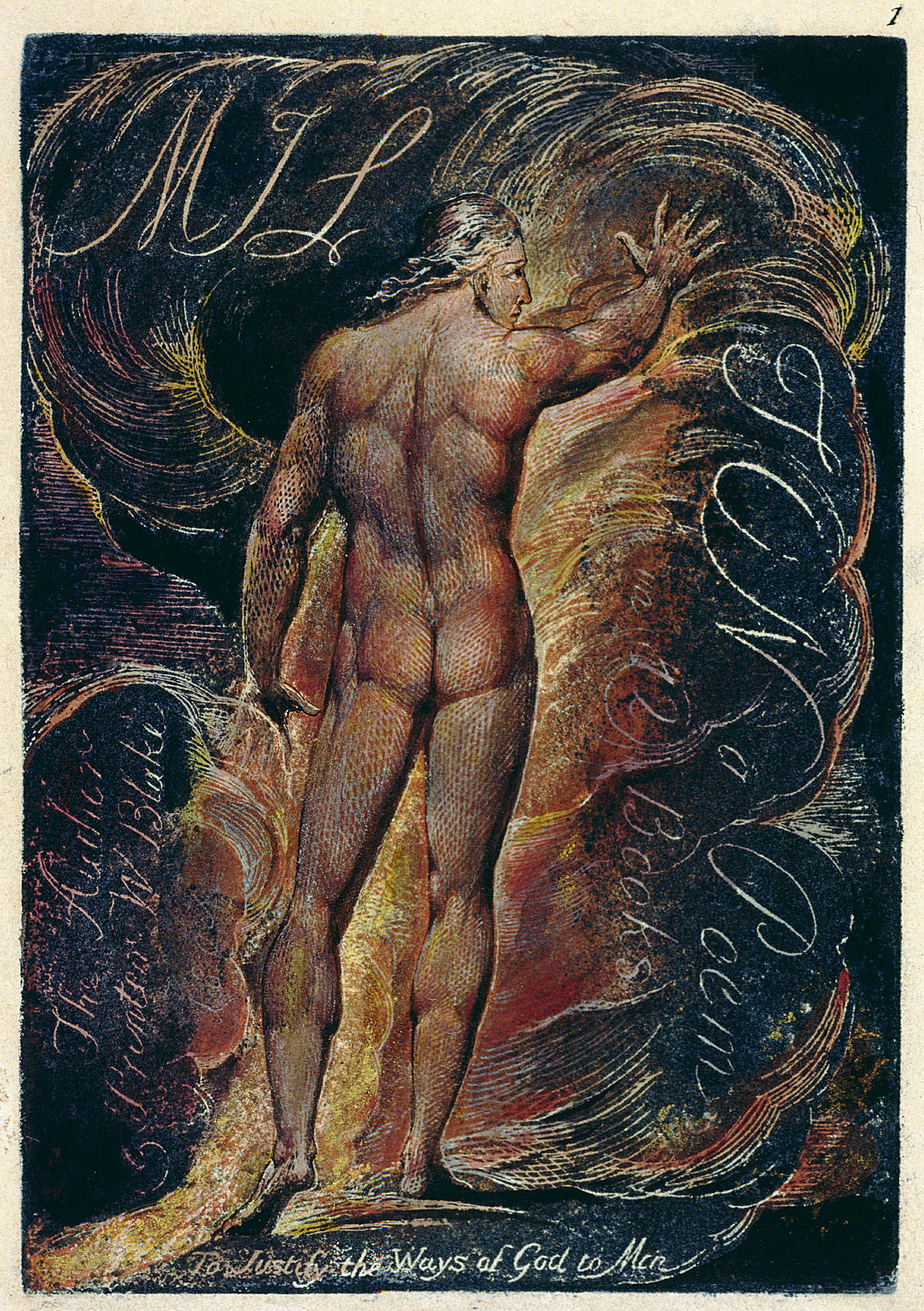
Frontispicio a Milton. La intención de Milton de "justificar los caminos de Dios ante los hombres" (de Paraíso Perdido) aparece debajo de su descripción por Blake.

Milton es un poema épico de William Blake, escrito e ilustrado entre 1804 y 1810. Su héroe es John Milton, que regresa del cielo y se une a Blake para explorar la relación entre los escritores vivos y sus predecesores, así como para emprender un viaje místico con el que corregir sus propios errores espirituales.
El Milton de Blake se imprimió usando su característica combinación de texto grabado e ilustración, complementada con acuarela.

## Prefacio
El prefacio de Milton incluye el poema "E hizo esos pies en tiempos antiguos⁣", al que se le puso música como el himno llamado "Jerusalén". El poema aparece tras un ataque en prosa a la influencia de la cultura griega y romana, que contrasta desfavorablemente con "lo Sublime de la Biblia".

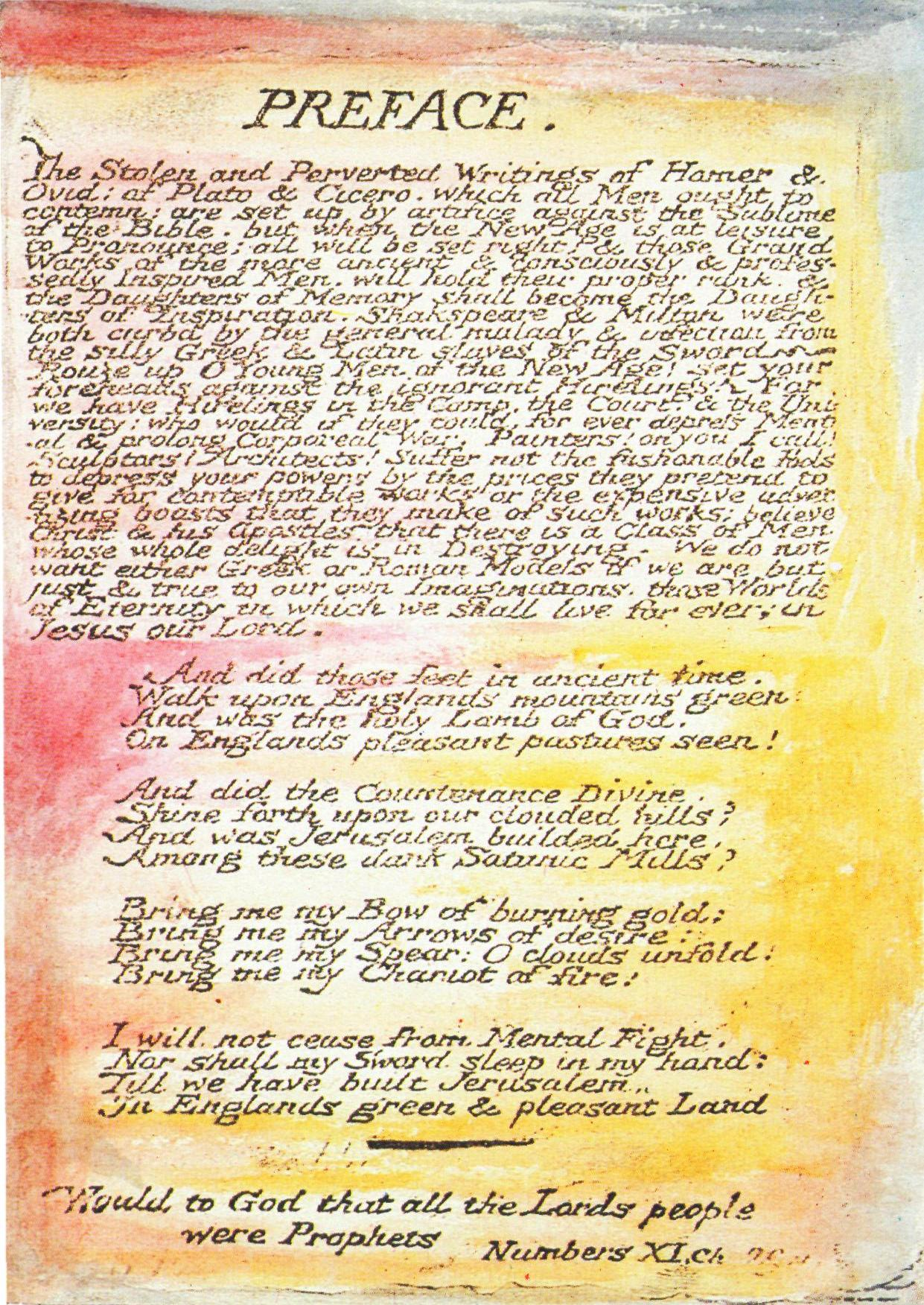
El prefacio de Milton, tal y como apareció en la propia versión iluminada de Blake.

## Texto
El poema se divide en dos "libros".
El Libro I se abre con una invocación épica a las musas, inspirándose en los modelos clásicos de Homero y Virgilio, que también fueron utilizados por John Milton en El paraíso perdido. No obstante, Blake describe la inspiración en términos corporales, vitalizando los nervios de su brazo. Blake continúa detallando las actividades de Los, uno de sus personajes mitológicos, quien crea un universo complejo desde dentro del cual otros personajes "blakeanos" debaten las acciones de Satanás. 
Como ocurre con todas las Profecías de Blake, la estructura general del Poema comienza con la Caída y termina con el Apocalipsis o consumación. La caída se representa vívidamente cuando cada uno de los cinco sentidos cae en picado en un abismo; cada uno "rumia" allí con miedo y desesperación. En la construcción mitológica de Blake, estos representan una Edad caída temprana. 
Las primeras páginas están dominadas por una "Canción profética del Bardo", escuchada en el cielo por el Milton "no caído". La relación que tiene El canto del Bardo con el resto del texto está en debare, ya que su significado es complejo. 
Refiriéndose a las doctrinas del calvinismo, el "Bardo" de Blake afirma que la humanidad se divide en los "Elegidos", los "Réprobos" y los "Redimidos". Invirtiendo los valores calvinistas, Blake insiste en que los "réprobos" son los verdaderos creyentes, mientras que los "elegidos" están encerrados en un moralismo narcisista. 
En este punto, al escuchar la canción del Bardo, Milton aparece y acepta regresar a la tierra para purgar los errores de su propia impostura puritana e ir a la "Muerte eterna".
Milton viaja a Lambeth, adoptando la forma de un cometa que cae, y entra en el pie de Blake. Aquí, el pie representa aquí el punto de contacto entre el cuerpo humano y el "mundo vegetativo" exterior. Así, el mundo ordinario, tal como lo perciben los cinco sentidos, es una sandalia formada de "piedras preciosas y oro" que ahora él puede usar. Blake se ata la sandalia y, guiado por Los, camina con ella hacia la Ciudad del Arte, inspirado por el espíritu de la creatividad poética.
El Libro II encuentra a Blake en el jardín de su cabaña, ahora Blake's Cottage, en el pueblo de Felpham. Ololon, una figura femenina vinculada a Milton, desciende a su encuentro. Blake ve una alondra, que se transforma en una niña de doce años, que él cree que es una de sus propias musas. Él la invita a su casa de campo para conocer a su esposa. La niña dice que en realidad está buscando a Milton. Luego, Milton desciende para encontrarse con ella, y en una escena apocalíptica finalmente se unifica con la niña, que se identifica como Ololon y se convierte en su propio aspecto femenino.
El poema concluye con una visión de una unión final de vivos y muertos, realidad interna y externa, masculino y femenino, y una transformación de toda la percepción humana.
Ololon: Blake estudió hebreo. Incorporó el hebreo dos veces en Milton y acuñó el nombre "Ololon" a partir de una palabra hebrea.

## Comentario de la extensión del libro y del capítulo
Los siguientes libros, capítulos y otras obras, son comentarios y críticas pertenecientes a este poema: 

### Libro
- Bracher, Mark (1985). Being Form'd: Thinking Through Blake's "Milton" (1st edición). Station Hill Press. ISBN 0882680137.
- Eaves, Morris (2006).  Eaves, Morris, ed. The Cambridge Companion to William Blake. Cambridge Companions to Literature and Classics. Cambridge University Press. ISBN 9780511999130. doi:10.1017/CCOL0521781477.
- Esterhammer, Angela (2005).  Esterhammer, Angela, ed. Northrop Frye on Milton and Blake. Collected Works of Northrop Frye 16. University of Toronto Press. ISBN 9781442677821. doi:10.3138/9781442677821.
- Fox, Susan (1976). Poetic Form in Blake's 'Milton'. Princeton Legacy Library. Princeton University Press. ISBN 9780691644240. (reprinted 2016)
- Freed, Eugenie (1994). "A Portion of His Life" William Blake's Miltonic Vision of Woman.. Lewisburg PA: Bucknell University Press. London: Associated University Presses. ISBN 0838752659.
- Howard, John (1976). Blake's Milton: A Study in Selfhood. Fairleigh Dickinson University Press. ISBN 9780838617564. OCLC 902557431.
- James, David E. (1978). Written Within and Without: A Study of Blake's 'Milton'. Peter Lang. ISBN 9783261023612. OCLC 123201532.
- Shiff, Abraham Samuel (2019). William Blake's Hebrew in Milton and Ololon: Deciphering Blake's Hebrew Puns. Liongrass Editions. ISBN 978-1-7337090-0-2.

### Capítulo
- Frye, Northrop (1947). «10. Comus Agonistes». Fearful Symmetry: A Study of William Blake. Princeton University Press. pp. 314-325. Free PDF download.

### Tesis
- Withers, Stacie F. (1978) Milton de Blake: una introducción crítica y un comentario. Tesis de maestría, Universidad de Durham. Descarga gratuita de PDF.